# Martis
Martis (en sard, Maltis) és un municipi italià, dins de la província de Sàsser. L'any 2007 tenia 630 habitants. Es troba a la regió d'Anglona. Limita amb els municipis de Chiaramonti, Laerru, Nulvi i Perfugas.

## Administració
| Període | Identitat            | Partit        |
| ------- | -------------------- | ------------- |
| 2006-   | Pietro Luigi Solinas | Llista cívica |